# Danni König
Danni König (født 17. december 1986) er en dansk tidligere professionel fodboldspiller
Han har tidligere spillet for klubber som FC Cincinnati, FC Vestsjælland, Valur Reykjavik, Randers FC og Brønshøj Boldklub.

## Klubkarriere

### Lyngby Boldklub
Den 31. januar 2019 blev det offentliggjort, at König havde skrevet under på en kontrakt med Lyngby Boldklub, hvortil han skiftede på en fri transfer. Han skrev under på en halvårig kontrakt gældende frem til sommeren 2019. Han blev hentet ind som aflastning og konkurrence for Jeppe Kjær. I løbet af foråret 2019 spillede han 13 kampe i 1. division (seks som en del af startopstillingen) og scorede fire mål. Herudover blev han skiftet ind efter 80 minutter i den anden runde af nedrykningsplayoff, som resulterede i, at Lyngby Boldklub rykkede op i Superligaen til 2019-20-sæsonen.
Han forlod klubben i sommeren 2019, da han ikke fik sin kontrakt forlænget.

### Brønshøj Boldklub
Det blev den 7. juli 2019 offentliggjort, at han skiftede tilbage til Brønshøj BK. I januar 2020 stoppede han i klubben og afsluttede i samme ombæring sin karriere.